# Ptilinop de Richards
El ptilinop de Richards (Ptilinopus richardsii) és una espècie d'ocell de la família dels colúmbids (Columbidae) que habita els boscos d'algunes de les illes Salomó orientals.